# Roman Hladysj
Roman Hladysj (Oekraïens: Роман Гладиш) (Lviv, 12 oktober 1995) is een Oekraïens baan- en wegwielrenner. Hladysj won in 2018 de scratch op Europese kampioenschappen baanwielrennen in Glasgow.

## Palmares

### Baanwielrennen
| Jaar     | OK                                                                    | EK          | WK       | Overig                |
| Junioren | Junioren                                                              | Junioren    | Junioren | Junioren              |
| -------- | --------------------------------------------------------------------- | ----------- | -------- | --------------------- |
| 2013     |                                                                       | koppelkoers |          |                       |
| Belofte  |                                                                       |             |          |                       |
| 2017     |                                                                       | koppelkoers |          |                       |
| Elite    |                                                                       |             |          |                       |
| 2014     | ploegenachtervolging · puntenkoers                                    |             |          |                       |
| 2015     | omnium · scratch · ploegenachtervolging                               |             |          |                       |
| 2016     |                                                                       |             |          |                       |
| 2017     | koppelkoers · ploegenachtervolging                                    | scratch     |          |                       |
| 2018     |                                                                       | scratch     |          |                       |
| 2019     | omnium · 1km tijdrit · ploegenachtervolging · scratch · achtervolging |             |          | WB Cambridge: scratch |
| 2020     |                                                                       | scratch     |          |                       |
| 2021     | koppelkoers · omnium                                                  |             |          |                       |
| 2022     |                                                                       |             |          |                       |
| 2023     | koppelkoers · omnium · scratch · achtervolging                        |             |          |                       |

## Ploegen
- 2018 –  Lviv Cycling Team
- 2022 –  Eurocar Grawe Ukraine